# Convoi PQ 13
Le convoi PQ 13 est le nom de code d'un convoi allié durant la Seconde Guerre mondiale. Les Alliés cherchaient à ravitailler l'URSS qui combattait leur ennemi commun, le Troisième Reich. Les convois de l'Arctique, organisés de 1941 à 1945, avaient pour destination le port d'Arkhangelsk, l'été, et Mourmansk, l'hiver, via l'Islande et l'océan Arctique, effectuant un voyage périlleux dans des eaux parmi les plus hostiles du monde.
Il part de Loch Ewe en Écosse le 10 mars 1942 et arrive à Mourmansk en URSS le 31 mars 1942.

## Composition du convoi
Ce convoi PQ 13 se compose de 21 navires, sous la direction du Commodore D.A. Casey sur leRiver Afton.
| Nom                         | Nationalité   | Tonnage (GRT) | Notes                                                      |
| --------------------------- | ------------- | ------------- | ---------------------------------------------------------- |
| Ballot (1922)               | Panama        | 6 131         |                                                            |
| Bateau (1926)               | Panama        | 4 687         | Perdu avec son arrivée à Reykjavik                         |
| Dunboyne (1919)             | United States | 3 515         |                                                            |
| Effingham (1919)            | United States | 6 421         | A Reykjavik du 16-20 mars - Coulé par le U-435             |
| El Estero (1920)            | Panama        | 4 219         |                                                            |
| Eldena (1919)               | United States | 6 900         | À Reykjavik du 16-20 mars                                  |
| Empire Cowper (1941)        | Royaume-Uni   | 7 164         | Arrive à Reykjavik le 16 mars - Navigue le 20 mars         |
| Empire Ranger (1942)        | Royaume-Uni   | 6 167         | À Reykjavik du 16-20 mars - Coulé par une attaque aérienne |
| Empire Starlight (1941)     | Royaume-Uni   | 6 850         | À Reykjavik du 31 mars au 8 avril                          |
| Gallant Fox (1918)          | Panama        | 5 473         |                                                            |
| Greenland (1914)            | Royaume-Uni   | 1 281         |                                                            |
| Harpalion (1932)            | Royaume-Uni   | 6 115         | À Reykjavik du 16-20 mars                                  |
| Induna (1925)               | Royaume-Uni   | 7 191         | À Reykjavik du 16-20 mars - Coulé par le U-376             |
| Lars Kruse (1919)           | United States | 1 807         | N'est pas allé en Russie - Retour à Loch Ewe               |
| Nana (1920)                 | Honduras      | 3 283         | À Reykjavik du 16-20 mars                                  |
| Mano (1925)                 | Royaume-Uni   | 1 418         | N'est pas allé en Russie                                   |
| Mormacmar (1920)            | United States | 5 453         | À Reykjavik du 16-20 mars                                  |
| New Westminster City (1929) | Royaume-Uni   | 4 747         | À Reykjavik du 16-20 mars - Perdu à Mourmansk              |
| Raceland (1910)             | Panama        | 4 807         | Coulé                                                      |
| River Afton (1935)          | Royaume-Uni   | 5 479         | Arrivée Reykjavik le 15 mars - Navigue le 20 mars          |
| Tobruk (1942)               | Pologne       | 7 048         | À Reykjavik du 31 mars au 8 avril                          |

## L'escorte
Pour la première étape, du Loch Ewe à Reykjavík, le convoi PQ 13 a une escorte locale composée de deux destroyers et d'un chalutier anti-sous-marins.
De l'Islande à Mourmansk, l'escorte rapprochée est composée du croiseur HMS Trinidad et des destroyers HMS Fury et HMS Eclipse, de deux chalutiers armés et de trois dragueurs de mines.
Pour la dernière étape, le convoi est soutenu par l'escorte locale basée à Kola ; deux destroyers soviétiques et quatre dragueurs de mines de la Royal Navy.
En soutien à l'escorte du convoi, et pour éviter une sortie du cuirassé allemand Tirpitz, il y a une force de couverture lourde, comprenant les cuirassés HMS Duke of York et HMS King George V, le croiseur de bataille HMS Renown, le porte-avions HMS Victorious, deux croiseurs, Kent et Edinburgh, et seize destroyers (Ashanti, Bedouin, Echo, Escapade, Eskimo, Faulknor, Foresight, Icarus, Inglefield, Ledbury, Marne, Middleton, Onslow, Punjabi, Tartar et Wheatland) Cette force est destinée à accompagner le convoi PQ 13 à distance jusqu'à ce qu'il dépasse l'Île aux Ours.
| Nom                    | Nationalité       | Type                       | Notes                      |
| ---------------------- | ----------------- | -------------------------- | -------------------------- |
| HMS Ashanti (F51)      | Royal Navy        | Destroyer                  | Escorte du 22 Mar - 22 Mar |
| HMS Bedouin (F67)      | Royal Navy        | Destroyer                  | Escorte du 23 Mar - 28 Mar |
| HMT Blackfly (FY117)   | Royal Navy        | Chalutier anti-sous-marins | Escorte du 23 Mar - 30 Mar |
| ORP Błyskawica (H34)   | Marine polonaise  | Destroyer                  | Escorte du 10 Mar - 17 Mar |
| HMS Duke of York (17)  | Royal Navy        | Cuirassé                   | Escorte du 22 Mar - 28 Mar |
| HMS Echo (H23)         | Royal Navy        | Destroyer                  | Escorte du 23 Mar - 23 Mar |
| HMS Eclipse (H08)      | Royal Navy        | Destroyer                  | Escorte du 23 Mar - 30 Mar |
| HMS Edinburgh (16)     | Royal Navy        | Croiseur léger             | Escorte du 23 Mar - 28 Mar |
| HMS Escapade (H17)     | Royal Navy        | Destroyer                  | Escorte du 27 Mar - 28 Mar |
| HMS Eskimo (F75)       | Royal Navy        | Destroyer                  | Escorte du 22 Mar - 28 Mar |
| HMS Faulknor (H62)     | Royal Navy        | Destroyer                  | Escorte du 22 Mar - 28 Mar |
| HMS Foresight (H68)    | Royal Navy        | Destroyer                  | Escorte du 27 Mar - 28 Mar |
| HMS Fury (H76)         | Royal Navy        | Corvette                   | Escorte du 23 Mar - 30 Mar |
| HMS Gossamer (J63)     | Royal Navy        | Dragueur de mines          | Escorte du 29 Mar - 30 Mar |
| Gremyaschi             | Marine soviétique | Destroyer                  | Escorte du 29 Mar - 30 Mar |
| HMS Hussar (J82)       | Royal Navy        | Dragueur de mines          | Escorte du 29 Mar - 30 Mar |
| HMS Icarus (D03)       | Royal Navy        | Destroyer                  | Escorte du 23 Mar - 28 Mar |
| HMS Inglefield (D02)   | Royal Navy        | Destroyer                  | Escorte du 23 Mar - 28 Mar |
| HMS Kent (54)          | Royal Navy        | Croiseur lourd             | Escorte du 23 Mar - 28 Mar |
| HMS King George V (41) | Royal Navy        | Cuirassé                   | Escorte du 22 Mar - 28 Mar |
| HMS Lamerton (L88)     | Royal Navy        | Destroyer d'escorte        | Escorte du 10 Mar - 16 Mar |
| HMS Ledbury (L90)      | Royal Navy        | Destroyer d'escorte        | Escorte du 22 Mar - 24 Mar |
| HMS Marne (G35)        | Royal Navy        | Destroyer                  | Escorte du 24 Mar - 28 Mar |
| HMS Middleton (L74)    | Royal Navy        | Destroyer d'escorte        | Escorte du 22 Mar - 24 Mar |
| HMS Onslow (G17)       | Royal Navy        | Destroyer                  | Escorte du 22 Mar - 28 Mar |
| HMS Oribi (G66)        | Royal Navy        | Destroyer                  | Escorte du 29 Mar - 30 Mar |
| HMT Paynter(FY242)     | Royal Navy        | Chalutier anti-sous-marins | Escorte du 23 Mar - 30 Mar |
| HMS Punjabi (F21)      | Royal Navy        | Destroyer                  | Escorte du 22 Mar - 28 Mar |
| HMS Renown             | Royal Navy        | Croiseur de bataille       | Escorte du 22 Mar - 28 Mar |
| HMS Sabre (H18)        | Royal Navy        | Destroyer                  | Escorte du 10 Mar - 16 Mar |
| HMS Saladin (H54)      | Royal Navy        | Destroyer                  | Escorte du 11 Mar - 17 Mar |
| RFA Scottish American  | Royaume-Uni       | Pétrolier d'escortes       | 6 999 T de fuel            |
| HMT Silja (FY301)      | Royal Navy        | Chalutier anti-sous-marins | Escorte du 23 Mar - 30 Mar |
| Sokrushitelny          | Marine soviétique | Destroyer                  | Escorte du 29 Mar - 30 Mar |
| HMS Speedwell (J87)    | Royal Navy        | Dragueur de mines          | Escorte du 29 Mar - 30 Mar |
| HMT Sulla (FY1874)     | Royal Navy        | Chalutier anti-sous-marins | Escorte du 20 Mar - 31 Mar |
| HMT Sumba (FY297)      | Royal Navy        | Chalutier anti-sous-marins | Escorte du 23 Mar - 30 Mar |
| HMS Tartar (F43)       | Royal Navy        | Destroyer                  | Escorte du 23 Mar - 25 Mar |
| HMS Trinidad (46)      | Royal Navy        | Croiseur léger             | Escorte du 23 Mar - 25 Mar |
| HMS Victorious (R38)   | Royal Navy        | Porte-avions               | Escorte du 22 Mar - 28 Mar |
| HMS Wheatland (L122)   | Royal Navy        | Destroyer d'escorte        | Escorte du 22 Mar - 23 Mar |

## Le voyage
Le convoi PQ 13 quitte le Loch Ewe en Écosse le 10 mars 1942 et arrive à Reykjavík en Islande le 16 mars 1942. Après avoir abandonné un contingent de trois navires, à destination de Reykjavík seulement, et la première escorte de la première étape, et après avoir récupéré trois autres navires à destination de Mourmansk et l'escorte rapprochée pour le voyage, le convoi PQ 13 quitte Reykjavík le 20 mars 1942.
Le voyage se déroule sans incident jusqu'au 24 mars, date à laquelle le convoi est frappé par une violente tempête de quatre jours, qui laisse le convoi dispersé et désorganisé. Les navires sont dispersés sur une distance de 150 miles (270 kilomètres). Les jours suivants, les navires se regroupent en deux groupes, respectivement de quatre et huit navires, et quatre autres navires poursuivent leur route indépendamment.
Le 28 mars, les navires sont repérés par les avions allemands et attaqués. Deux navires sont coulés, le Raceland et l'Empire Ranger. Le 28 mars également, une force allemande composée de trois destroyers de classe Narvik, les Z 24, Z 25 et Z 26, sous le commandement du Kapitän zur See (KzS) G Ponitz, quitte Kirkenes. Ils interceptent le cargo panaméenBateau, qui est coulé, dans la soirée du 28 au 29 mars, avant de tomber sur le croiseur HMS Trinidad et le destroyer HMS Fury aux premières heures du 29 mars. Le Z 26 est gravement endommagé par le HMS Trinidad, qui coule plus tard après une contre-attaque combinée des destroyers HMS Oribi et Eclipse et du destroyer soviétique Sokrushitelny, mais au cours de l'action, le Trinidad est touché par sa propre torpille (le gyroscope de la torpille a gelé). Les autres navires allemands interrompent l'attaque, et le Trinidad, escorté par le Fury et l'Eclipse, navigue péniblement dans le bras de mer Kola, arrivant à midi le 30 mars.
Pendant ce temps, les navires du convoi PQ 13 sont attaqués par des U-boote. Deux navires sont retrouvés et coulés par des U-boote, le Induna par le U-376, et le Effingham par le U-435. Le Fury attaque un contact ASDIC et est crédité de la destruction du U-585; cependant, l'analyse d'après-guerre a révélé que le U-585 avait été perdu ailleurs.
Le 30 mars, la plupart des navires sont arrivés à Mourmansk ; les derniers traînards arrivent le 1er avril.
Six navires ont été perdus dans ce convoi. Les Allemands ont coulé cinq cargos. Un chalutier armé (HMT Sulla) a été perdu, probablement à cause d'un fort givrage, et le croiseur Trinidad, est endommagé. Du côté des assaillants allemands, un destroyer allemand a été coulé. Quatorze navires marchands sont arrivés sains et saufs, soit plus des deux tiers du convoi.

### Sources
- (en) Cet article est partiellement ou en totalité issu de l’article de Wikipédia en anglais intitulé « Convoy PQ 13 » (voir la liste des auteurs).